# مون جونگ هی
مون جونگ هی (کره‌ای: 문정희؛ زادهٔ ۱۲ ژانویه ۱۹۷۶) بازیگر اهل کره جنوبی است. از آثاری که در آنها ایفای نقش کرده‌است می‌توان به فیلم‌های قایم‌موشک، ارابه و مجموعه‌های تلویزیونی وقتی هوا خوبه و بار مرموز سانگاب اشاره کرد.